# Viva Technology
Viva Technology, o VivaTech, és una trobada anual dedicada a la innovació tecnològica i les startups fundada el 2016. Es porta a terme anualment a la Paris Expo Porte de Versailles a París, França i està organitzada pels grups Les Échos i Publicis. Tres dies de VivaTech estan dirigits exclusivament a start-ups, inversors, directius, estudiants i acadèmics. El quart dia l'esdeveniment s´obre al públic en general.
L'edició del 2023 va assolir un rècord en atreure més de 150.000 visitants durant tota la durada de l'esdeveniment, gairebé 60.000 més que l'edició anterior. Això suposa que el nombre de visitants de Viva Tech el 2023 superarà el de CES, fira de referència en l'àmbit de les noves tecnologies que se celebra cada any a Las Vegas.